# Abdicação de Pedro IV de Portugal
A abdicação de Dom Pedro IV de Portugal, ocorreu em  2 de maio de 1826, em favor de sua filha D. Maria da Glória,  que na então lei brasileira detinha o título de Princesa do Grão Pará, mas como o pai também era herdeiro da coroa lusitana Maria da Glória, após a morte de D. João VI, pela lei portuguesa se torna a princesa real, ou seja, a princesa herdeira e vindo a ser a futura  Maria II de Portugal.
Eis o texto do documento em grafia da época:
"Carta Regia de 2 de Maio de 1826, pela qual o Senhor D. Pedro VI abdicou, debaixo de certas condicões, a Corôa Portugueza a favor da Sua Filha Primogenita, a Senhora D. Maria ll.

D. PEDRO por graça de Deos, Rei de Portugal e dos Algarves, d'aquem e d'além mar, em Africa Senbor de Guiné, da Conquista, Navegacão e Conmercio da Ethiopia, Arabia, Persia, e da India, etc. Faco saber a todos os Meus subditos Portuguezes , que sendo incompativel com os interesses do Imperio do Brasil, e os do Reino de Portugal, que eu continue a ser Rei de Portugal, Algaraves, e seus Dominios; e Querendo felicitar aos ditos Reinos , quanto em Mim couber: Hei por bem, de Meu motu proprio e livre vontade, abdicar, e ceder de todos os indisputaveis e inauferiveis Direitos, que Tenho á Côroa da Monarchia Portugueza e á Soberania dos mesmos Reinos, na Pessoa da Minha sobre todas muito Amada , Presada e Querida Filha, a Princeza do Grão Pará D. Maria da Gloria, para que Ella, como Sua Rainha Reinante, os governe independentes d'este Imperio, e pela Constituição, que Eu Houve por bem Decretar, Dar, e Mandar jurar por Minha Carta de Lei de vinte e nove de Abril do corrente anno: e outrosin Sou Servido Declarar, que a dita Minha Filha, Rainha Reinante de Portugal, não sairá do Imperio do Brasil sem que. Me conste officialmente que a Constituição foi jurada, confórne Eu Ordenei, e sem que os Esponsaes do Casamento, que Pretendo fazer-lhe com Meu muito Amado e Presado Irmảo, o Infante D. Miguel, estejâo feitos, e o Casamento concluido, e esta Minha Abdicação e Cessão não se verificará se faltar qualquer d'estas duas condiçoens, Pelo que: Mando a todas as Auctoridades , a quem o conhecimento d'esta Minha Carta de Lei pertencer , a fação publicar , para que conste a todos os Meus subditos Portugnezes esta Minha deliberação. A Regencia d'estes Meus Reinos e Dominios o tenha assim entendido, e a faça imprimir, e publicar do modo mais authentico, para que se cumpra inteiramente o que n'ella se contém; e valerá como Carta passada pela Chancellaria , posto que por ella nao ha de passar, sem embargo da Ordenacão em contrario, que sómente para este effeito Hei por bem derogar, ficando aliás em seu vigor, não obstante a falta de referenda e mais formalidades de estilo, que igualmente Sou Servido dispensar.

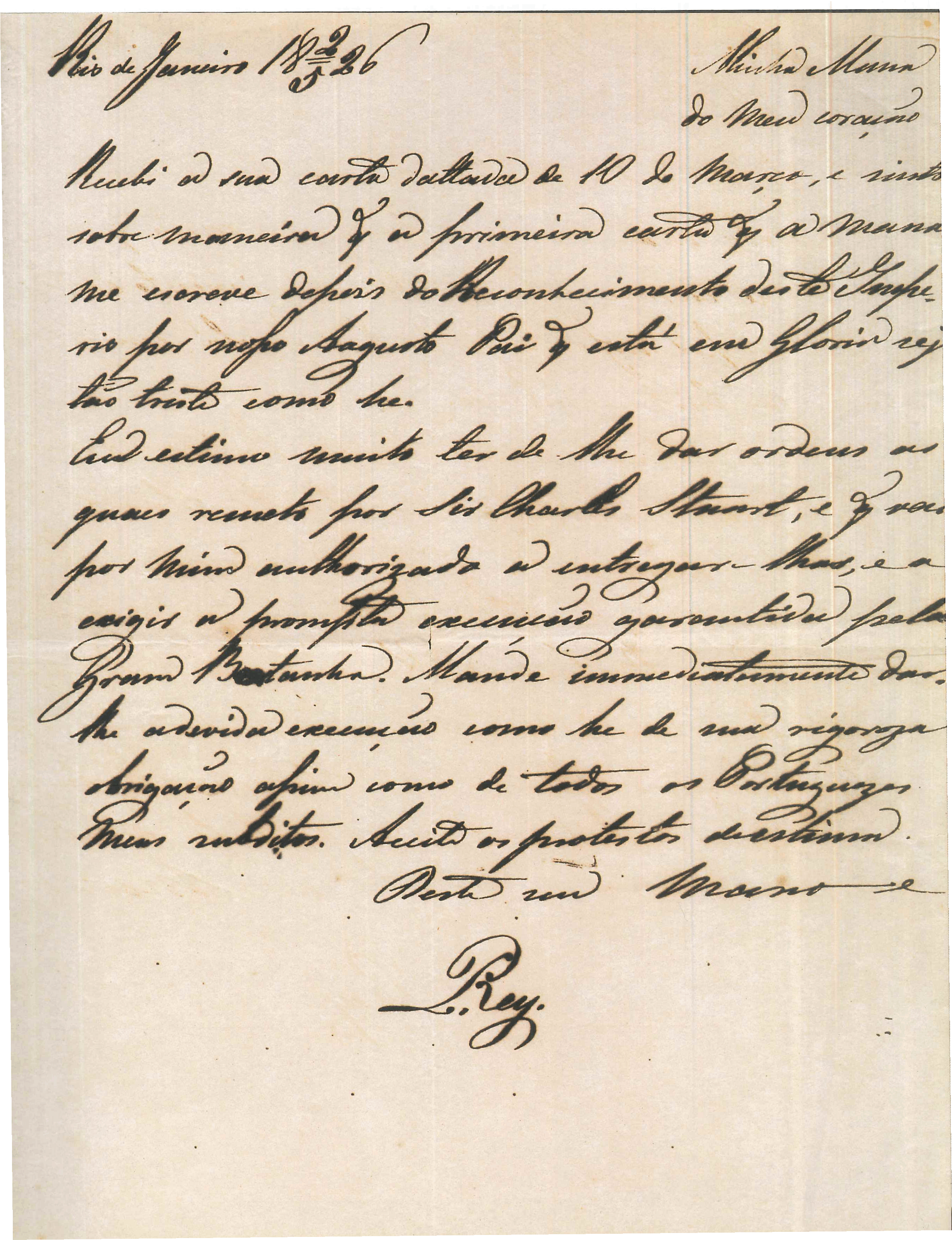
Carta de D. Pedro como Rei de Portugal, no Rio de Janeiro, em 2 de maio de 1826.

Dada no Palacio no Rio de Janeiro, aos dous dias do mez de Maio, do anno do Nascimento de Nosso Senhor Jesus Christo de mil oitocentos e vinte seis."— 
El Rei com Guarda